# Rancho de Guadalupe
Rancho de Guadalupe es una localidad del estado mexicano de Guanajuato. Es parte del municipio de Dolores Hidalgo.

## Demografía
| Gráfica de evolución demográfica |
|                                  |

| Censo | Población |
| ----- | --------- |
| 1950  | 40        |
| 1960  | 232       |
| 1970  | 301       |
| 1980  | 371       |
| 1990  | 622       |
| 2000  | 770       |
| 2010  | 1 008     |
| 2020  | 1 059     |